# Varroidae
Varroidae (лат.) — семейство паразитических гамазовых клещей из отряда Mesostigmata, использующих в качестве хозяев медоносных пчёл (варроатоз).

## Описание
Взрослые клещи паразитируют на пчёлах и личинках, питаясь их гемолимфой.

## Систематика
Семейство включает 6 видов в 2 родах (их иногда объединяют в составе рода Varroa вместе с которым они образуют семейство).
- Род Varroa Oudemans, 1904 (4 вида)
- Род Euvarroa Delfinado et Baker, 1974 (2 вида)